# 黔丽叩甲
黔丽叩甲（学名：Campsosternus guizhouensis），叩甲科（叩头虫科）丽叩甲属的一种，模式产地为中国贵州省江口县德旺土家族苗族乡坝溪村。
本种2023年被收录入中国《有重要生态、科学、社会价值的陆生野生动物名录》。

## 形态特征
模式标本雌虫，体长38毫米。身体呈绿蓝色；鞘翅及腹面具有铜色光泽，前胸背板两侧前半部分和前胸侧板中央为枣红色。